# Simyra destriata
Simyra destriata är en fjärilsart som beskrevs av Barend J. Lempke 1964. Simyra destriata ingår i släktet Simyra och familjen nattflyn. Inga underarter finns listade i Catalogue of Life.